# Jim Wilson (regista)
Jim Wilson (Squaw Valley, 7 ottobre 1954) è un regista e produttore statunitense.

## Biografia
Dopo alcune esperienze come attore si è dato alla produzione di numerosi film tra i quali ricordare soprattutto Balla coi lupi in cui ha vinto l'oscar al miglior film insieme a Kevin Costner (il quale era anche protagonista e regista del film). Ma anche Swing Vote - Un uomo da 300 milioni di voti. Ha lavorato anche come regista, dirigendo Acque profonde, film con protagonisti Cameron Diaz e Harvey Keytel, StripGirl e Amore e morte al tavolo da gioco, sempre con Kevin Costner.

## Filmografia

### Attore
- Balla coi lupi (Dances with Wolves), regia di Kevin Costner (1990)
- Wyatt Earp, regia di Lawrence Kasdan (1994)

### Produttore
- Amore e morte al tavolo da gioco (Stacy's Knights), regia di Jim Wilson (1983)
- Smart Alec, regia di Jim Wilson (1986)
- Revenge - Vendetta (Revenge), regia di Tony Scott (1990)
- Balla coi lupi (Dances with Wolves), regia di Kevin Costner (1990)
- Guardia del corpo (The Bodyguard), regia di Mick Jackson (1992)
- Rapa Nui, regia di Kevin Reynolds (1994)
- Wyatt Earp, regia di Lawrence Kasdan (1994)
- Indiani d'America (500 Nations) - miniserie TV (1995)
- Acque profonde (Head Above Water), regia di Jim Wilson (1996)
- L'uomo del giorno dopo (The Postman), regia di Kevin Costner (1997)
- Le parole che non ti ho detto (Message in a Bottle), regia di Luis Mandoki (1999)
- Laffit: All About Winning, regia di Jim Wilson (2006)
- Whirlygirl, regia di Jim Wilson (2006)
- Mr. Brooks, regia di Bruce A. Evans (2007)
- Swing Vote - Un uomo da 300 milioni di voti (Swing Vote), regia di Joshua Michael Stern (2008)
- 50 to 1, regia di Jim Wilson (2014)

### Regista
- Amore e morte al tavolo da gioco (Stacy's Knights) (1983)
- Smart Alec (1986)
- Acque profonde (Head Above Water) (1996)
- Laffit: All About Winning (2006)
- Whirlygirl (2006)
- 50 to 1 (2014)